# Делен (коммуна)
Деле́н (фр. Delain) — коммуна во Франции, находится в регионе Франш-Конте. Департамент — Верхняя Сона. Входит в состав кантона Дампьер-сюр-Салон. Округ коммуны — Везуль.
Код INSEE коммуны — 70201.

## География
Коммуна расположена приблизительно в 290 км к юго-востоку от Парижа, в 50 км северо-западнее Безансона, в 40 км к западу от Везуля.
Вдоль южной границы коммуны протекает река Салон.

## Население
Население коммуны на 2010 год составляло 221 человек.
| 1962 | 1968 | 1975 | 1982 | 1990 | 1999 | 2010 |
| ---- | ---- | ---- | ---- | ---- | ---- | ---- |
| 187  | 205  | 212  | 207  | 193  | 186  | 221  |

## Экономика

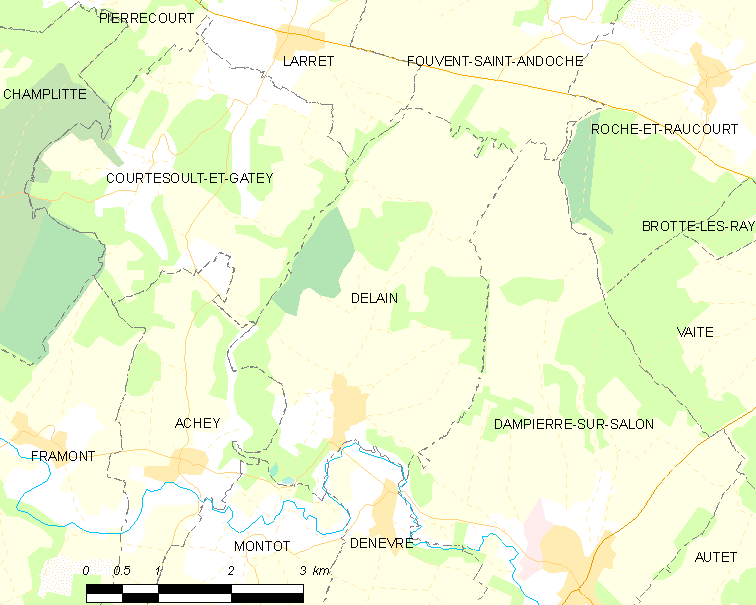
Карта коммуны

В 2010 году среди 137 человек трудоспособного возраста (15-64 лет) 94 были экономически активными, 43 — неактивными (показатель активности — 68,6 %, в 1999 году было 72,3 %). Из 94 активных жителей работали 89 человек (51 мужчина и 38 женщин), безработными было 5 (3 мужчин и 2 женщины). Среди 43 неактивных 13 человек были учениками или студентами, 21 — пенсионерами, 9 были неактивными по другим причинам.